# 王飚 (1967年)
王飚（1967年10月—），男，侗族，江西丰城人，中华人民共和国政治人物。现任铜仁市人民政府副市长，九三学社铜仁市委主委。第十四届全国政协委员。